# Mariola Dwornikowska
Mariola Teresa Dwornikowska-Dąbrowska (ur. 1 października 1973) – polska menedżerka branży medycznej i urzędniczka państwowa, w latach 2007–2009 podsekretarz stanu w Ministerstwie Zdrowia.

## Życiorys
W 2001 ukończyła studia z zarządzania i marketingu na Akademii Ekonomicznej w Poznaniu. Odbyła również studia podyplomowe: w 2006 z kontroli finansowej i audytu w Wyższej Szkole Bankowej we Wrocławiu oraz na tej samej uczelni w 2017 MBA; absolwentka szkoleń z zakresu zarządzania. Prowadziła także wykłady z finansów, rachunkowości i audytu na studiach podyplomowych w Uniwersytecie Medycznym im. Piastów Śląskich we Wrocławiu oraz z finansowania jednostek służby zdrowia. Zdobyła także certyfikat księgowej, dyplom Ministerstwa Zdrowia z zakresu zarządzania opieką zdrowotną oraz uzyskała uprawnienie do zasiadania w radach nadzorczych.
Pracowała początkowo w rodzinnym przedsiębiorstwie, jako kierownik działu sprzedaży, a następnie jako zastępca głównego księgowego. Następnie związana z branżą medyczną: od 2000 do 2002 była księgową i zastępcą głównego księgowego w Zespole Publicznych Zakładów Opieki Zdrowotnej w Miliczu, w 2002 przez dwa miesiące pracowała także w Dolnośląskiej Regionalnej Kasie Chorych. W latach 2002–2006 była również główną księgową Wojewódzkiego Szpitala Specjalistycznego w Legnicy. W 2006 została wicedyrektorką do spraw finansowych w Akademickim Szpitalu Klinicznym im. Jana Mikulicza-Radeckiego we Wrocławiu. Przeprowadzała restrukturyzacje i kontrole w placówkach ochrony zdrowia, zasiadała w radach nadzorczych i uczestniczyła w projekcie Banku Światowego jako konsultantka ds. kosztów.
12 grudnia 2007 powołana na stanowisko podsekretarz stanu w Ministerstwie Zdrowia, odpowiedzialnego za budżet i fundusze unijne. Odwołana ze stanowiska 3 kwietnia 2009. Powróciła następnie na stanowisko wicedyrektorki szpitala uniwersyteckiego, założyła przedsiębiorstwo z branży konsultingowej, a także od 2009 do 2010 była pełnomocniczką rektora Uniwersytetu Medycznego we Wrocławiu ds. wdrożenia zarządzania strategicznego.